# Konica Minolta
Konica Minolta Inc. (コニカミノルタ株式会社, Konika Minoruta Kabushiki-gaisha) é uma empresa multinacional japonesa fabricante de equipamentos para escritório (impressoras, fotocopiadoras, etc.), imagens médicas e gráficas, instrumentos ópticos e de medida.
A empresa foi criada em 2003, como resultado da fusão entre as duas companhias japonesas do ramo de imagens, Konica e Minolta. Em 2006, a divisão de fotografia digital, que produzia suas câmeras digitais SLR, foi desativada, passando a ser controlada pela Sony. No mesmo ano, ao retirar-se definitivamente do mercado fotográfico, a empresa demitiu 3.700 empregados.